# Carl August von Veltheim
Carl August von Veltheim (* 4. Dezember 1718 in Destedt; † 30. Juli 1781 in Pyrmont) war ein braunschweig-lüneburger Generalleutnant und Generalinspekteur der Hannoverschen Kavallerie.

## Leben

### Familie
Carl August war der Sohn des Barons Friedrich Ulrich von Veltheim (1675–1738) und dessen Ehefrau Helena Dorothea, geborene von Alvensleben (1684–1748), eine Tochter des Barons Gebhard Johann von Alvensleben (1642–1700). Er hatte noch zwölf Geschwister, darunter den Georg Philipp (1703–1758), braunschweigischer Hofjägermeister, sowie den Adrian Friedrich von Veltheim (* 27. März 1710; fälschlich auch: Adrian Dietrich), der ab 1761 kurfürstlich-hannoverscher Generalmajor und der Kommandeur des Kurhannoverschen Dragoner-Regiments DI war, bis er an den Folgen seinen schweren Wunden am 7. Mai 1765 in Walsrode verstarb.

### Militärische Laufbahn
Carl August von Veltheim war 1747 Rittmeister im Reuter-Regiment von Hammerstein und wurde 1757 zum Major in der Leibgarde ernannt, in der er auch zum Oberstleutnant avancierte. 1761 erfolgte seine Beförderung zum Oberst im Reuter-Regiment Nr. 4B, das er vom Bruder, Oberst Adrian Friedrich von Veltheim, übernahm. Ab 1765 wurde er, erneut als Nachfolger seines Bruders, der Chef des Dragoner-Regiments DI, was er bis zum Lebensende 1781 blieb, wonach Georg Wilhelm von Ramdohr zum neuen Chef dieses Regiments wurde.
1768 erfolgte zudem Veltheims Ernennung zum kurfürstlich-hannoverschen Generalmajor und 1777 zum Generalleutnant; zum Ende seiner Dienstzeit war er Generalinspekteur der Hannoverschen Kavallerie, sein Nachfolger wurde Emmerich Otto August von Estorff.
Er nahm unter anderem am österreichischen Erbfolgekrieg und am Siebenjährigen Krieg teil und war hierbei auch am Gefecht bei Grebenstein in der Schlacht bei Wilhelmsthal beteiligt.
Sein Grabmonument befindet sich auf dem Garnisonsfriedhof Hameln, der Ruhestätte für hochrangige Militärangehörige. Um 1912 befand sich ein Bild von ihm im Schloss Destedt.